# 立花美涼
立花 美涼（1988年5月15日—）是日本AV女優。所屬T-Powers事務所。

## 介紹
- 2007年7月21日以雪乃ほたる名義在h.m.p以「出道即引退」的方式發片「幻のお嬢さま」，之後就消失於業界。但其實在離開h.m.p，復出加入Max-A之前，還有一部作品『私がＡＶに出た理由 デビュー前に撮影されたテスト撮り②』。
- 2010年4月宣布復出，2010年5月正式復出，在Max-A的第一部作品，直接沿用h.m.p的標題，取名為「幻のお嬢様NewComer」。
- 2011年轉換至T-Powers事務所，改名立花美涼，並加入Prestige擔任專屬女優。
- 2012年移籍IdeaPocket。

## AV作品
- 2007年7月21日，出版商：h.m.p.，「幻のお嬢さま」
- 2009年9月21日，出版商：h.m.p.，『私がＡＶに出た理由 デビュー前に撮影されたテスト撮り②』

2010年
- 5月14日，出版商：Max-A，「幻のお嬢様 NewComer」
- 6月11日，出版商：Max-A，「雪乃ほたるの本気SEX 6本番」
- 7月9日，出版商：Max-A，「担任女教師 ○○君のオチンチン好き」
- 9月24日，出版商：Max-A，「School days 学校でセックス」
- 10月22日，出版商：Max-A，「雪乃ほたるのアタマの先まで痺れる濃厚なKissと性交」

2011年
- 4月5日，出版商：Prestige，「全国現役女子大生圖鑑」（日語： 17）
- 4月20日，出版商：Prestige，「一泊二日、美少女完全予約制～5～ 立花美涼の場合」
- 5月2日，出版商：Prestige，「従順ペット候補生 ＃005」
- 6月21日，出版商：Prestige，「Citylife 02」
- 7月12日，出版商：Prestige，「Water Pole」
- 8月11日，出版商：Prestige，「プレステージゆかた祭」
- 9月1日，出版商：Prestige，「絶対的美少女、お貸しします。 ACT.10」
- 10月11日，出版商：Prestige，「ENJOY HI-SCHOOL 02」
- 11月10日，出版商：Prestige，「やりたい放題 17」
- 12月13日，出版商：Prestige，「No.1 風俗スタイル」

2012年
- 1月11日，出版商：Prestige，「僕を誘惑する隣の綺麗なお姉さん」
- 3月1日，出版商：Prestige，「立花美涼の童貞クンを筆おろし」
- 4月12日，出版商：Prestige，「愛人スイートルーム」
- 6月1日，出版商：IdeaPocket，「見つめ合って感じ合う情熱SEX」 收錄時間：118分鐘，品番：IPTD-909

## 外部連結
- 立花美涼公式ブログ （页面存档备份，存于）
- 事務所專頁
- 雪乃ほたる公式ブログ